# Mogh Moḩammad
Mogh Moḩammad (persiska: مغ محمد) är en ort i Iran.   Den ligger i provinsen Kerman, i den sydöstra delen av landet, 1 100 km sydost om huvudstaden Teheran. Mogh Moḩammad ligger 548 meter över havet och antalet invånare är 127.
Terrängen runt Mogh Moḩammad är varierad.Runt Mogh Moḩammad är det glesbefolkat, med 8 invånare per kvadratkilometer. Närmaste större samhälle är Chāh-e Nowrūz, 8,7 km nordost om Mogh Moḩammad. Trakten runt Mogh Moḩammad är ofruktbar med lite eller ingen växtlighet.